# Amanda DaCosta
Amanda Jacqueline DaCosta (* 7. Oktober 1989) ist eine ehemalige US-amerikanisch-portugiesische Fußballspielerin.

## Karriere

### Verein
Während ihres Studiums an der Florida State University spielte DaCosta von 2007 bis 2010 für die dortige Universitätsmannschaft der Florida State Seminoles und lief parallel dazu im Jahr 2009 für die W-League-Franchise der Hudson Valley Quickstrike Lady Blues auf. 2011 unterschrieb sie ihren ersten Profivertrag beim WPS-Teilnehmer magicJack, für den sie jedoch nur in zwei Ligaspielen zum Einsatz kam. Nach der Auflösung der WPS unmittelbar vor Saisonbeginn 2012 wechselte DaCosta zu den Boston Breakers in die neugeschaffene WPSL Elite und von dort zur Saison 2013 weiter zum Liverpool LFC nach England. Mit diesem gewann sie 2013 und 2014 zweimal in Folge die englische Meisterschaft.
Zur Saison 2015 kehrte DaCosta in die Vereinigten Staaten zurück und unterschrieb bei den Washington Spirit, von wo sie nach einer Saison zu den Chicago Red Stars weiterzog. Zur Saison 2017 schloss sie sich den Boston Breakers an, wo sie erneut auf ihren Trainer aus Liverpool, Matt Beard, traf. Im August 2017 beendete DaCosta ihre aktive Karriere.

### Nationalmannschaft
DaCosta befand sich zeitweise im (erweiterten) Kader der US-amerikanischen U-17- und U-23-Nationalmannschaften.
Im November 2015 wurde sie erstmals von Nationaltrainer Francisco Neto in den Kader der portugiesischen Nationalmannschaft berufen und debütierte am 1. Dezember im EM-Qualifikationsspiel gegen Spanien.

## Erfolge
- 2013, 2014: Gewinn der englischen Meisterschaft (Liverpool LFC)